# Anciens abattoirs de La Chaux-de-Fonds
Les anciens abattoirs de La Chaux-de-Fonds désignent d'abord un premier complexe architectural utilisé entre 1841 et 1906, puis détruits en 1922. Des abattoirs publics sont inaugurés en 1906 au croisement de la rue du Commerce et de la rue de Morgarten à La Chaux-de-Fonds. Ces derniers sont en fonction jusque dans les années 2000. Intégrés dans le périmètre UNESCO, ils font office de centre polyvalent et abritent notamment un centre d'art contemporain et une brasserie artisanale.

## Les premiers abattoirs (1841-1922)
Dès 1832, les autorités de La Chaux-de-Fonds, à l'instigation du Conseil d'État, envisagent la création d'abattoirs publics, en raison des risques sanitaires posés par l'abattage dans les boucheries de la ville. Le Conseil communal crée une commission chargée d'étudier la construction du complexe,.
Les travaux pour un premier abattoir public débutent en 1839. Les bâtiments sont construits au pied du Chemin Blanc, placés ainsi volontairement loin des habitations. Les abattoirs ouvrent leurs portes le 23 avril 1841. Au cours du temps, ils subiront des agrandissements et des transformations, respectivement en 1874 et 1893. Ils sont destinés à tous les bouchers et charcutiers de la communauté locale. Ceux-ci doivent aller y tuer leurs animaux d'étal, gros et menu bétail. Un inspecteur surveille l'abattage et tient le compte des animaux tués. À la fin du XIXe siècle, soit soixante ans après leur inauguration, la population de la ville a quadruplé et les abattages septuplé. Les locaux sont devenus trop petits et ne répondent plus aux nouvelles exigences d'hygiène publique. Les maîtres bouchers de La Chaux-de-Fonds formalisent en 1897 leurs réclamations relatives à l'étroitesse et au mauvais état des installations, sous la forme d'une pétition demandant la construction de nouveaux abattoirs. Lorsque le Conseil communal reçoit cette demande, il étudie une transformation des abattoirs mais se rend rapidement compte qu'il devient inévitable de construire de nouveaux bâtiments ailleurs. Le complexe est détruit en 1922.

## Les nouveaux abattoirs (1906)

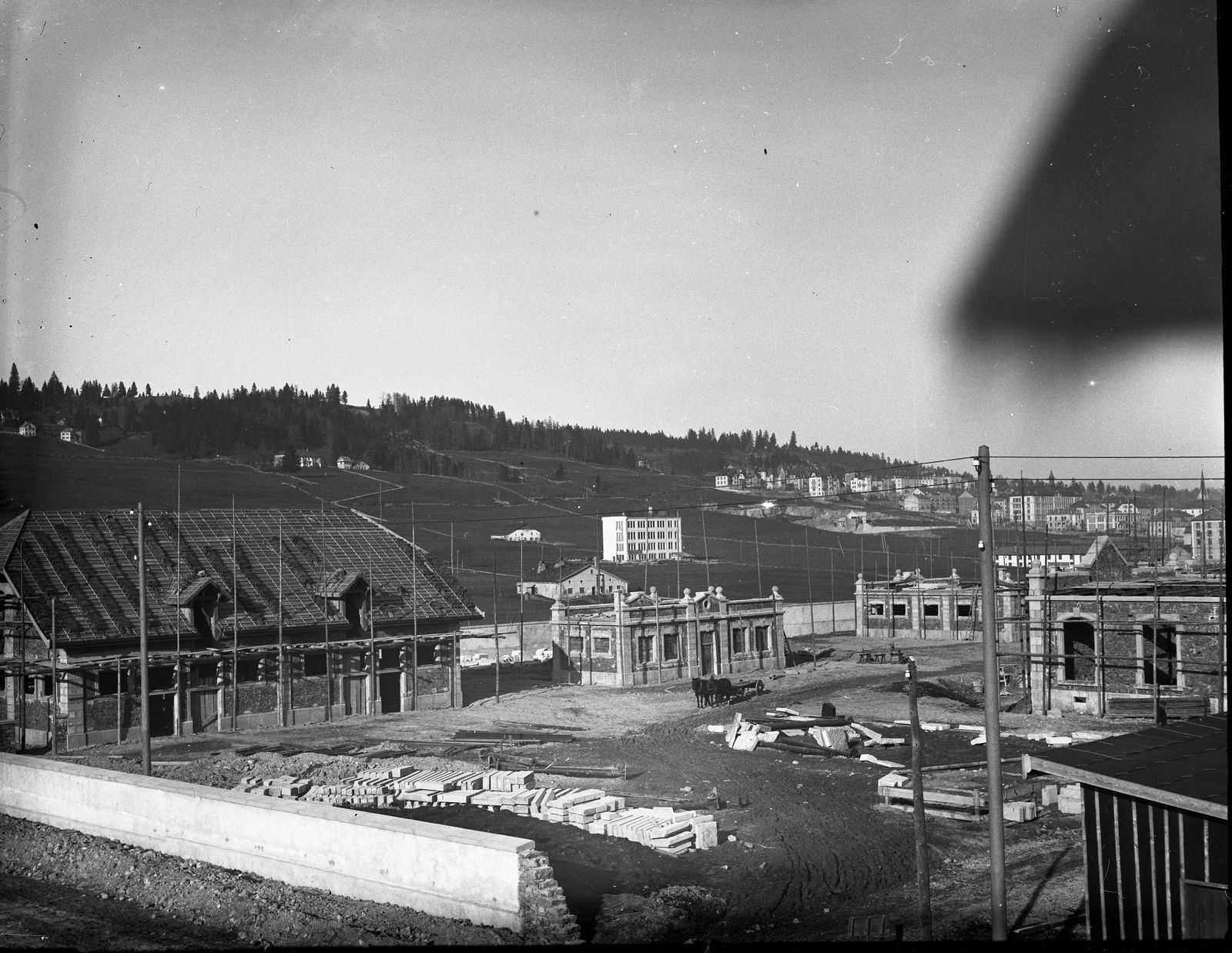
Plaque de verre négative noir-blanc, 8x12cm. Fonds Musée Musée d'Histoire de La Chaux-de-Fonds. Bibliothèque de la Ville de La Chaux-de-Fonds, Département audiovisuel.

Le projet de construction des nouveaux abattoirs, soutenu par le conseiller communal Edouard Tissot démarre en 1897. Après des études comparatives, le Conseil communal privilégie un système de halles uniques. L'emplacement retenu - au lieu-dit du Sentier, aujourd'hui à la croisée de la rue du Commerce et de la rue de Morgarten – remplit les conditions idéales : il est en dehors de la ville, tout en étant proche du centre économique, sur un terrain plat, d'accès aisé, qui est en outre commode à relier au trafic ferroviaire. La proximité d'une gare favorise un flux régulier, continu et rapide de la marchandise. L'abattage du bétail dès son arrivée permet aussi d'éviter la propagation d'épizooties telle que la fièvre aphteuse.
En 1900, quelque 20 000 mètres carrés sont achetés par la Ville à l'emplacement choisi. Gustav Albert Uhlmann, architecte qui s'est illustré notamment par la construction des abattoirs de Mannheim, est mandaté pour la construction. Pour ces nouvelles installations, le Conseil communal statuait sur un bassin de population de plus de 50 000 habitants et une capacité annuelle d'abattage de 4 500 têtes de gros bétail, 14 600 têtes de petit bétail et 9 500 porcs. En 1903, un crédit de 1.1 million de francs est attribué au projet et les travaux commencent la même année. Le 27 septembre 1906, les nouveaux abattoirs sont inaugurés officiellement. La capacité des abattoirs, prévue pour 50 000 habitants, pourrait en cas de besoin être augmentée afin de gérer les besoins d'une population de 100 000 habitants.
Le bâtiment est conçu pour que le bétail soit introduit à l'intérieur depuis la voie ferrée. Les espèces sont ventilées depuis les quais de déchargement dans différentes écuries de stationnement (porcheries, étables et bouveries). De là, il est conduit dans les halles d'abattage idoines, à savoir pour les porcs, le petit bétail et le gros bétail. Ensuite, les pièces de viande sont acheminées par rail aérien dans des locaux frigorifiques et les dépouilles dans la triperie. Des pièces spécifiques à la transformation de la viande complètent ce dispositif (hachage des viandes, transformation du sang, préparation des boyaux). La halle d'abattage des chevaux, la fourrière, la halle d'équarrissage et l'entrepôt des cuirs sont situés à l'angle sud-ouest de la parcelle. Il existe aussi un abattoir sanitaire pourvu d'un four crématoire destiné au bétail malade et à la destruction de la viande infectieuse.

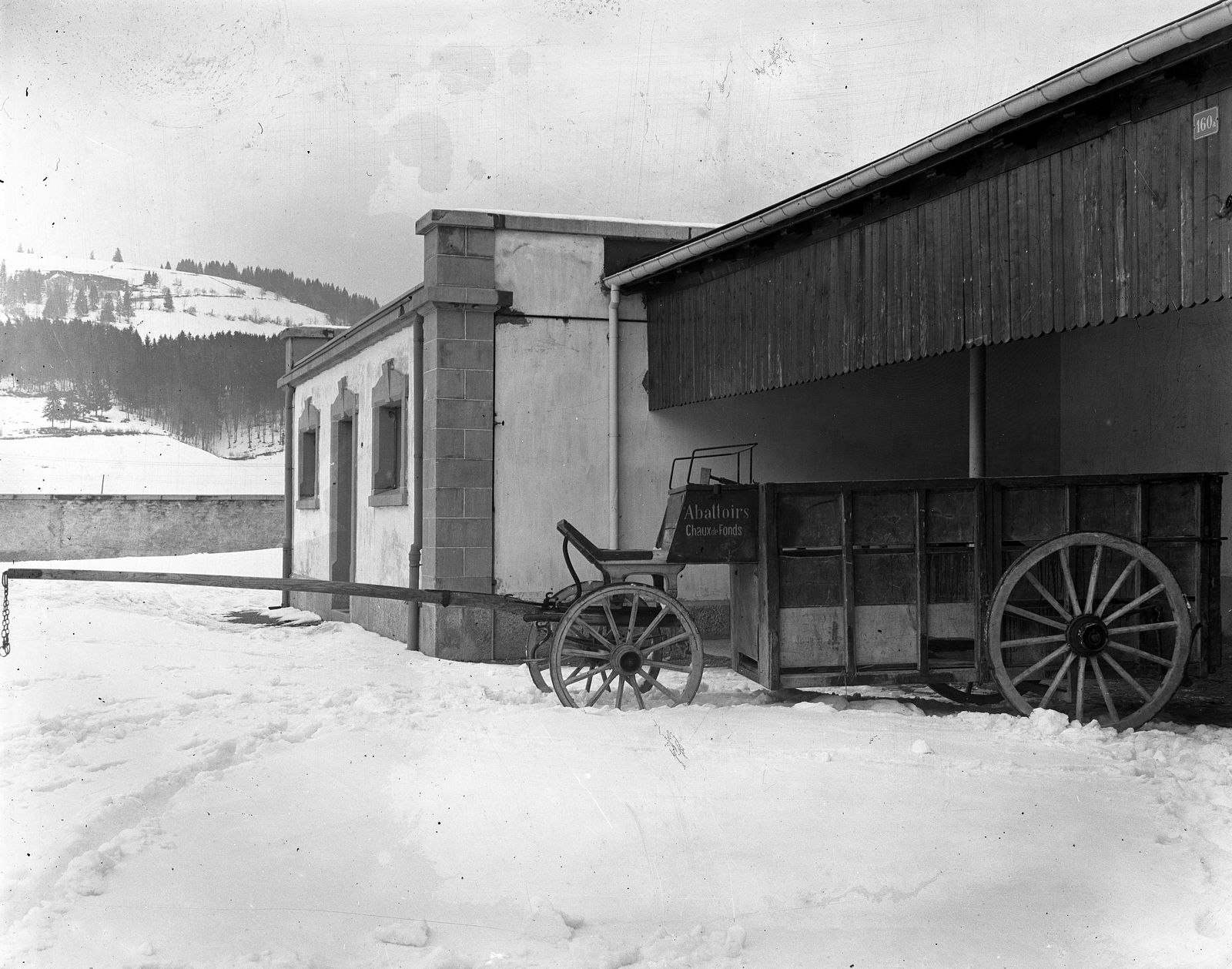
Char de transport d'animaux stationné aux abattoirs, La Chaux-de-Fonds, 1910. Plaque de verre négatif noir-blanc, 9x12cm. Bibliothèque de la Ville, La Chaux-de-Fonds. Département audiovisuel. Fonds courant, PVNa-028.

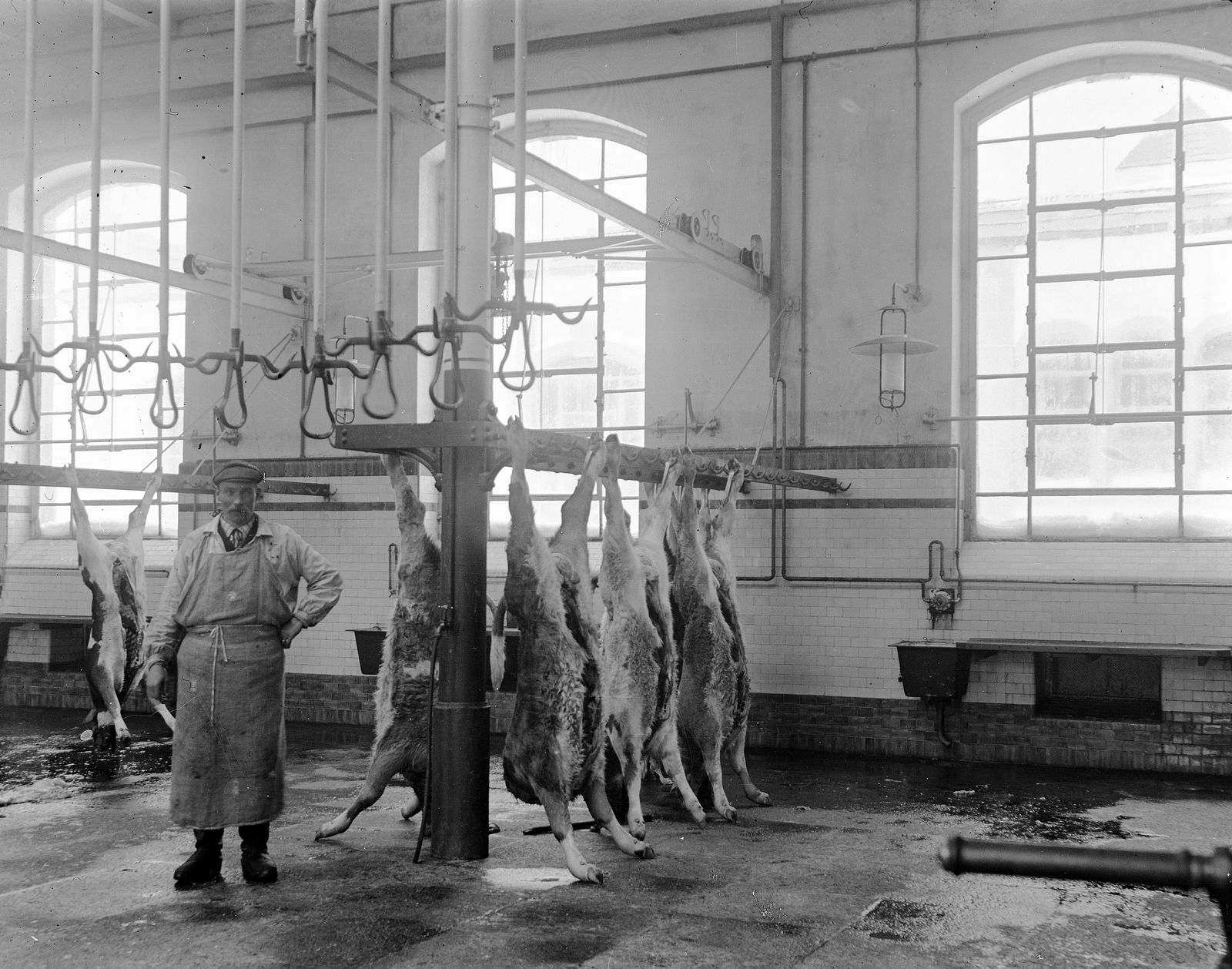
Halle d'abattage, abattoirs de La Chaux-de-Fonds, vers 1906. Plaque de verre négatif, 9x12cm. Bibliothèque de la Ville, La Chaux-de-Fonds. Département audiovisuel. Fonds courant, PVNa-030

En 1939, à la suite de la mobilisation générale, les abattoirs sont réquisitionnés par l'armée pour y établir un cantonnement de soldats. L'occupation est effective du 30 septembre 1939 au 4 juin 1940, puis du 18 au 23 juillet 1940. Soldats et chevaux occupent toutes les écuries des abattoirs. L'étal de vente sert à la fois de magasin et de cuisine militaire, tandis que l'infirmerie occupe le bureau et le laboratoire du directeur. La cohabitation avec l'activité des abattoirs, quoique moindre en raison de la situation, et de l'armée ne va pas sans causer des problèmes sanitaires.
En 1944, rendus à leur fonction d'origine, les abattoirs sont munis d'une installation de congélation rapide. En 1951, ils sont une première fois rénovés. Mis aux normes et modernisés, les abattoirs de La Chaux-de-Fonds sont à la pointe en Suisse. Une nouvelle installation d'incinération des déchets carnés est mise en place en 1970.  En 1976, force est de constater que les abattoirs sont surdimensionnés. De plus, le commerce de viande s'est concentré ailleurs et la part des abattages faits sur place a diminué. Les lieux sont réorganisés afin de réduire la surface d'exploitation et d'entretien. Certains locaux libérés sont loués et consacrés à d'autres affectations : ateliers, entrepôts, station de lavage de voitures. Dès 1988, l'abattage en chute libre et la surcapacité croissante des lieux incitent la Ville à envisager la vente. Devant l'entrée principale, de chaque côté, se trouvent deux pavillons administratifs et d'habitation. Un mur d'enceinte d'une hauteur moyenne de 2.5 m ceint la surface des abattoirs et une grille monumentale parachève ce site de style "Renaissance allemande" remarquable par son urbanité. De ce fait le bâtiment est classé Monument historique et fait partie de la liste des biens culturels d'importance nationale.  
En 1993, la perspective de la suppression de la taxe sur l'importation de viande, principale source de revenus, et de nouvelles normes sanitaires qui exigeraient des travaux d'assainissement font entrevoir un lourd déficit pour l'exploitation. Un projet de réunir à La Chaux-de-Fonds les trois abattoirs du canton ne rencontre pas l'assentiment des éventuels partenaires. La Ville envisage alors la privatisation des activités des abattoirs en restant toutefois propriétaire des bâtiments. La Société coopérative de gestion des abattoirs de La Chaux-de-Fonds, du Locle et des environs est créée, il s'agit d'une association de bouchers qui souhaite poursuivre l'utilisation des installations. Par ailleurs, la création d'un fonds pour la rénovation des abattoirs est votée par le Conseil général de la Ville. En 1996, des travaux sont effectués. En 1997, le Conseil d'État prend la décision de concentrer les activités d'abattage du canton aux Ponts-de-Martel.  Dès 1999, les abattoirs ne respectant plus les normes d'exploitation, le Conseil d'État révoque l'autorisation de leur utilisation par la Société coopérative des bouchers qui cesse alors son activité. L'activité d'abattage se poursuit néanmoins, assurée à titre privé par un boucher de la ville qui obtient une prolongation de l'autorisation d'exploitation. Les abattoirs, d'abord symbole du progrès et du développement industriel de la ville sont recyclés progressivement au gré des soubresauts économiques en différents projets de la société des loisirs, culminant avec celui d'un casino, mais aucun n'aboutissant. 

## Abandon et revalorisation
À partir de 2000, les abattoirs sont peu à peu abandonnés. Le complexe, en attente d'une affectation unique pour l'ensemble des bâtiments, continue de se dégrader. Le Club des amis du chemin-de-fer (CACF) y stocke des maquettes de trains et organise parfois des journées portes ouvertes. En 2003, une des halles est louée à une association locale qui en fait un skate-park couvert. En 2003 toujours, le Conseil d'État envisage d'y transférer certains services comme les Archives cantonales, les Monuments et sites et les Affaires culturelles. En 2005, on reparle d'un transfert des Archives cantonales ou même de celui des Archives photographiques suisses mais aucun projet ne se concrétise. En 2010, dans le cadre des Journées du patrimoine, une visite des abattoirs est organisée. En 2015, l'association Quartier général, créée en 2013, installe aux abattoirs un centre d'art contemporain et monte sa première exposition. Le Conseil général vote alors un crédit de réhabilitation permettant de petits travaux. La même année, la brasserie La Comète s'installe dans une autre partie des locaux,

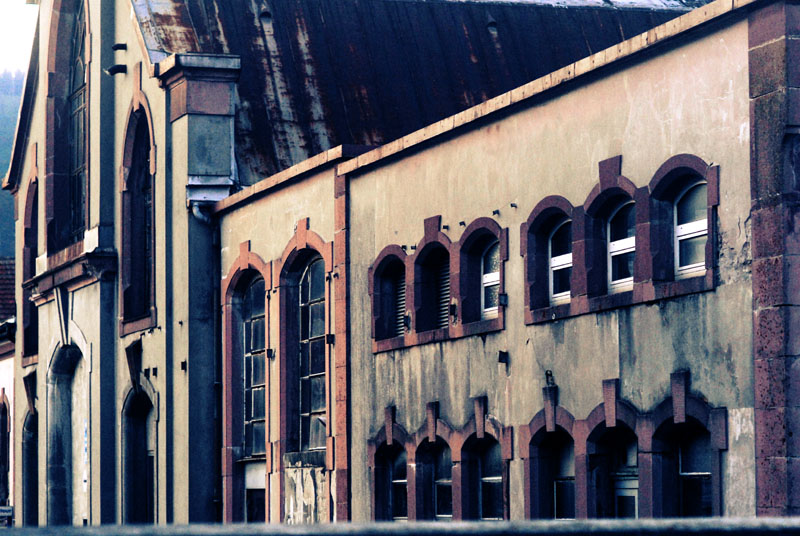
Façade de la grande halle, 2007